# أرمان تشيلمانوف
أرمان تشيلمانوف (بالقازاقية: Арман Шилманов) (من مواليد 20 أبريل 1984) هو لاعب تايكوندو من كازاخستان.
شارك في دورة الألعاب الآسيوية 2006 في الدوحة، قطر.

## روابط خارجية
- أرمان تشيلمانوف على موقع TaekwondoData.com (الإنجليزية)
- أرمان تشيلمانوف على موقع اللجنة الأولمبية الدولية (الإنجليزية)
- أرمان تشيلمانوف على موقع أوليمبيديا (الإنجليزية)